# Doris Mühringer
Doris Mühringer (18 de septiembre de 1920 – 26 de mayo de 2009) fue una escritora de relatos cortos y cuentos infantiles, además de una poetisa austríaca.

## Biografía
Nacida en Graz, Mühringer padeció una enfermedad severa cuando tenía siete años. Tras haber estado postrada en cama durante meses, tuvo que aprender a caminar otra vez. Durante este periodo descubrió el mundo de los libros, especialmente los de cuentos de hada. Estos le dieron nuevas y apasionantes experiencias, que más tarde influenciarían su poesía.
En 1929 la familia se mudó a Viena, donde Mühringer realizó varios estudios en la Universidad de Viena, aunque sin graduarse. Después de la guerra, Mühringer se estableció en Salzburg, donde se ganaba la vida realizando traducciones del inglés, trabajando como secretaria y revisando textos para diferentes casas editoriales. Conoció al escritor Hans Weigel, quien se volvió su mentor. En 1954 publicó algunos de sus poemas en su colección Stimmen der Gegenwart (Voces del Presentes). En 1976 publicó su propia y muy diferente versión del cuento de hadas "El Lobo y las Siete Cabritillas, de los Hermanos Grimm, como parte del libro para niños Neues vom Rumpelstilzchen und andere Haus-Märchen von 43 Autoren, compilado por Hans-Joachim Gelberg.
Poco después de la publicación de Stimmen der Gegenwart, recibía el Premio de Poesía Georg Trakl (1954), al que pronto seguirían el Premio de Poesía Bertelsmann  (1956). Recibió además muchos otros premios, incluyendo el Boga-Tinti de 1972. En 2001,  se le otorgó el Premio Austríaco de Literatura para Niños y Jóvenes Adultos (Österreichischer más Amable- und Jugendbuchpreis).
Fue miembro del Pen Club internacional y del PODIUM Austríaco, y frecuentaba las tertulias literarias, participando en lecturas abiertas. En 1969 emprendió una gira de conferencias en los Estados Unidos. A pesar de sus relativamente pocas publicaciones, el escritor austríaco Gerhard Ruiss comentó una vez que no hay ninguna duda de que Doris Mühringer ha sido una de "las contribuidoras más importantes de la poesía austriaca de las últimas décadas".

## Obras
- 1957 Gedichte I (poesía)
- 1969 Gedichte II (poesía)
- 1976 Staub öffnet das Auge. Gedichte III (poesía)
- 1976 Der Wolf und die sieben Geißlein[5]
- 1984 Vögel die ohne Schlaf sind. Gedichte IV (poesía)
- 1985 Tanzen unter dem Netz (relatos cortos)
- 1989 Das hatten die Ratten vom Schatten (prosa humorística)
- 1995 Reisen wir (selección de poemas)
- 1999 Aber jetzt zögerst du (poesía)
- 2000 Auf der Wiese liegend (para niños)
- 2000 Angesiedelt im Zwischenreich. Achtzig für achtzig
- 2002 Ausgewählte Gedichte (selección de poemas para niños)
- 2005 Es verirrt sich die Zeit (obras completas)